# Aktionsgemeinschaft A 31

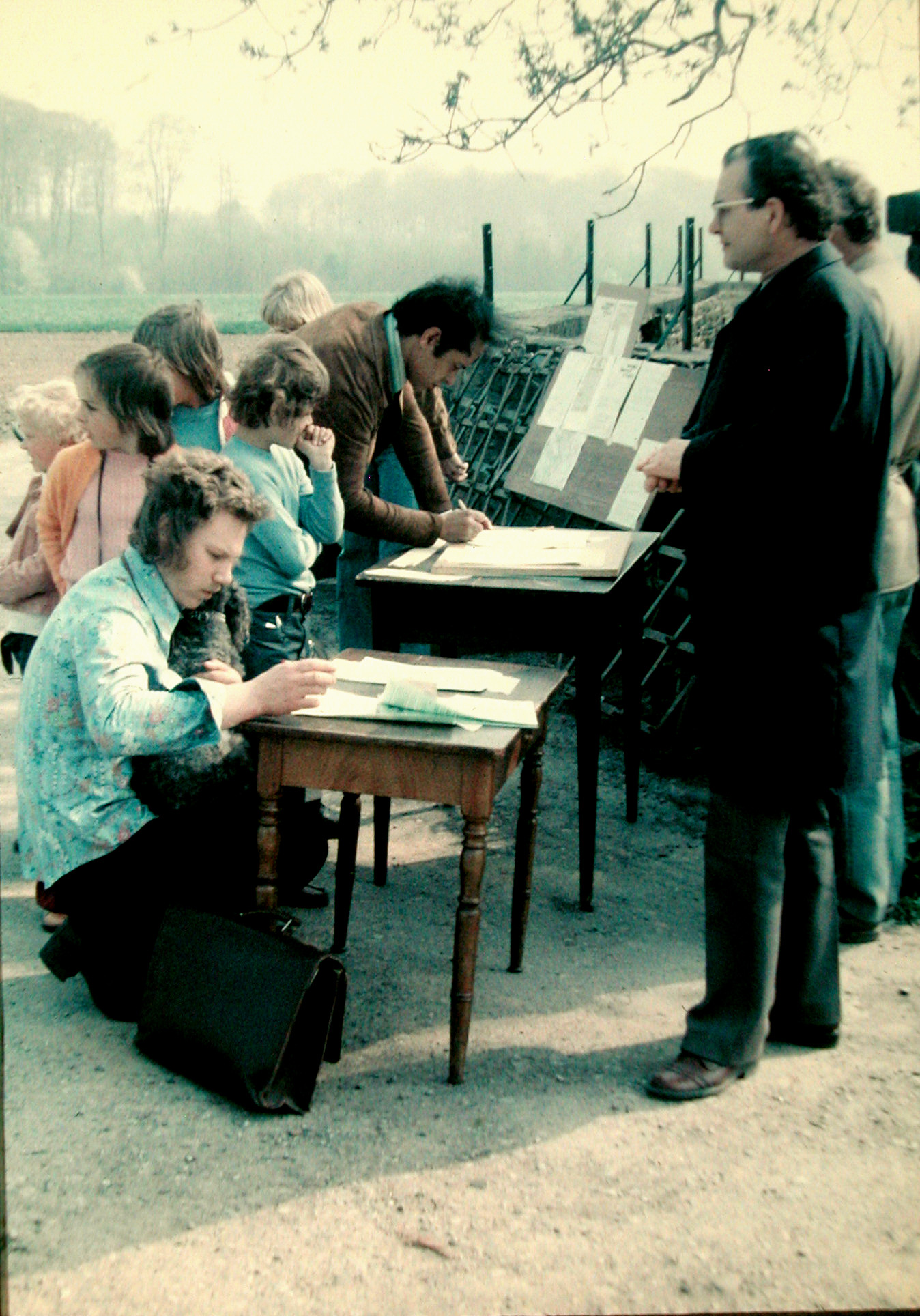
Unterschriftensammlung beim Bauern Kocks in Mülheim

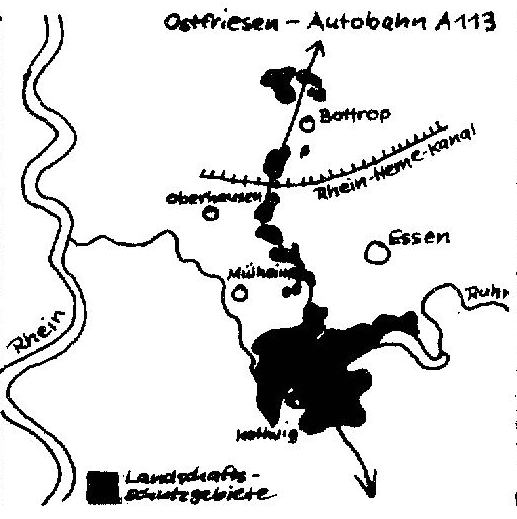
Eine Handskizze der Aktionsgemeinschaft, die in der Presse erschien. Sie verdeutlicht die gemäß der Planung „aufgespießten“ Naherholungsgebiete und gab der Autobahn den Namen „Ostfriesenspieß“

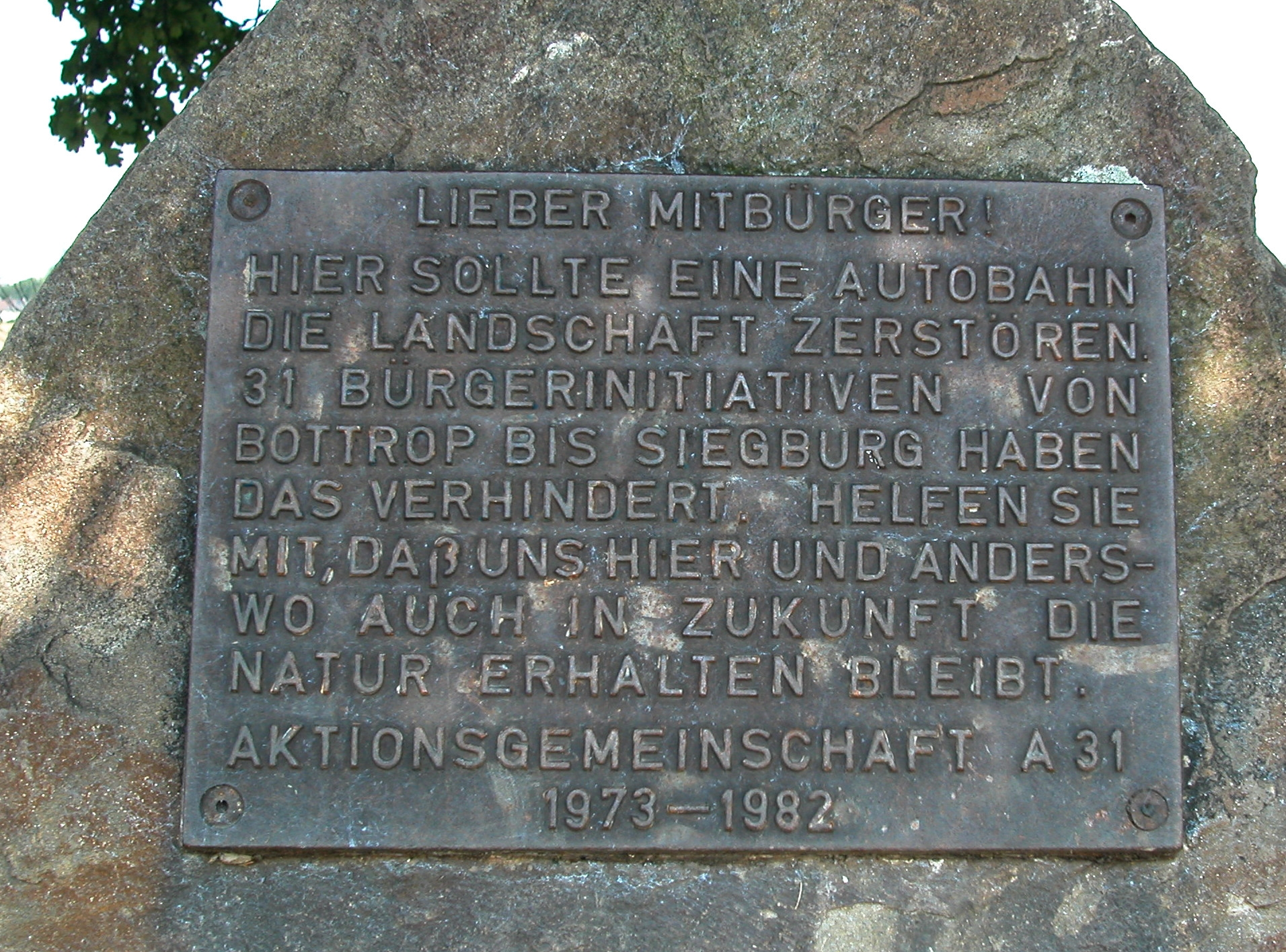
A-31-Mahnmal mit der gusseisernen Tafel, errichtet 1982

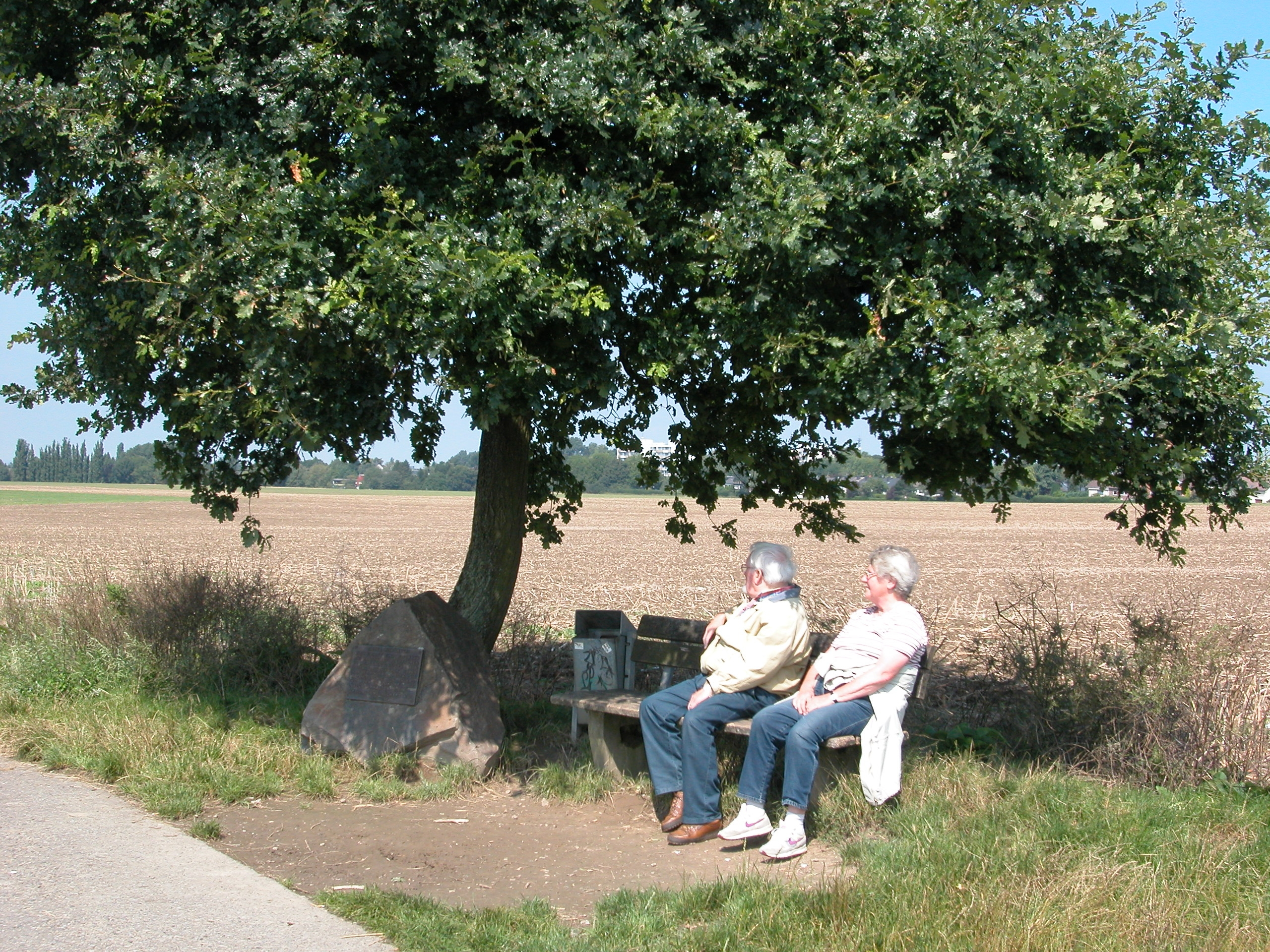
A-31-Mahnmal mit Rastplatz (auch die Eiche wurde von der Aktionsgemeinschaft gepflanzt).

Die Aktionsgemeinschaft A 31 ist eine Bürgerinitiative, der es im Zeitraum zwischen 1973 und 1982 gelang, den südlichen Teil der Autobahn A 31 zwischen Bottrop und Bonn, der im Bundesverkehrswegeplan in die höchste Dringlichkeitsstufe eingeordnet worden war, komplett zu verhindern. Ein weiter gestecktes Ziel war es, dem Umweltschutz in der Verkehrspolitik und in allen anderen öffentlichen und auch privaten Bereichen größere Beachtung zu verschaffen. Die Aktionsgemeinschaft ist einer der Vorläufer der Partei Bündnis 90/Die Grünen.

## Einzelne Initiativen und Zusammenschluss
Die erste Bürgerinitiative entstand im Oktober 1973 aus dem Arbeitskreis Mensch und Umwelt der Volkshochschule Mülheim, als der erste Bauabschnitt der Autobahn (damals unter der Bezeichnung A 113) in Mülheim an der Ruhr für Bedenken und Anregungen offengelegt worden war. Sie hatte zunächst das Ziel, eine weniger umweltschädliche Trassenführung zu finden und erarbeitete einen Alternativvorschlag, der von mehreren hundert Anliegern unterschrieben wurde. Damit konnte der unmittelbar bevorstehende Baubeginn im Hexbachtal zunächst gestoppt werden. Das Hexbachtal ist als Natur- und Landschaftsschutzgebiet Teil des städteübergreifenden so genannten Regionalen Grünzugs B, der das mittlere Ruhrgebiet von Norden nach Süden durchzieht. Auch auf der Essener Seite der geplanten Trasse wuchs der Widerstand. Als später erkennbar wurde, dass auch andere Vorschläge erhebliches Konfliktpotenzial beinhalteten, beschäftigte man sich mit den Grundlagen der Planung und kam zu der Erkenntnis, dass die Belange des Umweltschutzes und der Naherholung, die zu wenig berücksichtigt worden waren, Vorrang haben müssten und dass diese Autobahn nicht gebaut werden dürfte. Als im Jahre 1974 die Planung des nächsten Abschnittes im Bereich Mülheim-Heißen offengelegt worden war, wurden Informationsstände mit Schautafeln an den betroffenen Spazierwegen aufgestellt und weitere Unterschriften – insgesamt über 16.000 – mit dieser Zielrichtung gesammelt. Gleichzeitig kam ein Zusammenschluss mit anderen Initiativen zustande, zunächst mit der Werdener Gruppe, die auch mit einem Alternativvorschlag begonnen hatte, dann aber nach und nach mit allen anderen Initiativen längs der Trasse von Bottrop bis Siegburg.

## Wissenschaftlicher Beirat
Man bildete auch einen wissenschaftlichen Beirat, in dem Fachleute aus sämtlichen relevanten Fachgebieten beteiligt waren (Raumplanung, Soziologie, Medizin, Stadtplanung, Verkehrsplanung, Land und Forstwirtschaft, Energie- und Wasserwirtschaft). Der Beirat erstellte Material, das auch andere Bürgerinitiativen, z. B. die Initiativen gegen die DüBoDo und gegen die Westtangente in Berlin nutzen konnten. Darüber hinaus wurden Stellungnahmen zu Gesetzesentwürfen, wie z. B. zum Verkehrslärmschutz-Gesetz erarbeitet bzw. bei Anhörungen in den Bundestagsausschüssen und des Landtages NRW vorgetragen.

## Aktionen
Durch zahlreiche Aktionen anlässlich parteipolitischer Veranstaltungen und durch eigene Veranstaltungen wurde die Öffentlichkeit auf die Problematik der einseitig betriebenen Verkehrspolitik aufmerksam gemacht, so dass über die örtliche Presse hinaus auch die regionale Presse und Rundfunk und Fernsehen darüber berichteten. So wurde der Verkehrsminister Horst Ludwig Riemer anlässlich eines Besuches in Mülheim mit einem von dem Architekten Horst Leiermann als Ostfriesenspieß bezeichneten Besenstiel empfangen, der symbolisch die Autobahn A 31 verkörperte und auf dem in Form von Polystyrolkörpern die betroffenen Naherholungsgebiete aufgespießt waren. Über zwei Volksfeste im Hexbachtal konnte ein Teil der Aufwendungen finanziert werden. Nachdem der Landschaftsverband Rheinland im Jahre 1975 in der Gruga in Essen eine aufwändige Ausstellung mit Schautafeln und Bildern erstellt hatte, mit dem Thema: „Warum unser Land die A 31 braucht“, antwortete Leiermann mit einer Ausstellung, in der er Bilder von gravierenden Eingriffen in die Natur und in Wohnbereiche durch den Straßenbau zeigte. Auf einer Tagung im Haus der Begegnung in Mülheim trafen sich Bürgerinitiativen aus ganz Deutschland, um Erfahrungen und Strategien auszutauschen. Renommierte Referenten, wie der Fachanwalt für Verwaltungsrecht Konrad Redeker aus Bonn trugen vor, Rundfunk und Fernsehen berichteten darüber. In einer ZDF-Sendung im Rahmen der Serie „Immer Ärger mit …“ diskutierten Befürworter mit den Vertretern der Aktionsgemeinschaft. Behörden und Politiker mussten schließlich damit rechnen, dass die Bürger die Formfehler in der Planung finden und gegebenenfalls auf dem Rechtswege beanstanden würden. So blieb es nicht bei den verkehrstechnischen Gutachten, in denen die Aktionsgemeinschaft Fehler nachweisen konnte, sondern es wurden vom Landschaftsverband auch die geforderten wirtschaftlichen und ökologischen Gutachten in Auftrag gegeben. Ein Obergutachten bestätigte schließlich die Auffassung der Aktionsgemeinschaft und der südliche Teil der Autobahn A 31 wurde im Jahre 1982 vom Bundestag endgültig aus dem Bundesverkehrswegeplan gestrichen. Auch folgte man den Forderungen, als Alternative die Autobahn A3 beidseitig mit einem dritten Fahrstreifen zu versehen.

## Weiter gesteckte Ziele und Tätigkeiten
Die Aktionsgemeinschaft A 31 hatte das nächstliegende Ziel, den Bau der Autobahn zu verhindern, erreicht. Die Beschäftigung mit den Grundlagen der Planung hatte jedoch auch zu der Erkenntnis geführt, dass die Verkehrspolitik in der Bundesrepublik Deutschland von Interessen bestimmt wird, die nicht dem Allgemeinwohl dienen. Durch die zahlreichen Aktionen sollte die Zielrichtung der Verkehrspolitik mit der Verlagerung des Schwerpunktes auf öffentliche Verkehrsmittel geändert werden. Dieses Ziel wurde nicht erreicht. Die für den 100 km langen südlichen Teil der Autobahn bereitstehenden Geldmittel wurden für den nördlichen Teil zwischen Bottrop und Emden verwendet. Da auch in den anderen Bereichen der Raumplanung der Umweltschutz zu wenig Beachtung fand, entschlossen sich mehrere Mitglieder, selbst parteipolitisch tätig zu werden. Wilhelm Knabe, Norbert Mann und andere gehören zu den Gründern der Partei Bündnis 90/Die Grünen, andere Mitglieder wurden in Stadträten, Vereinen, wie die Essener Aktion gegen Umweltzerstörung (Horst Pomp), im Landesbeirat für Immissionsschutz NRW (Volker Sperlich) oder in Landschaftsbeiräten aktiv.

## Belege
1. ↑  Zur Geschichte der Aktionsgemeinschaft vgl. Heinrich Theodor Grütter, Frank Kerner (Hrsg.), 100 Jahre Ruhrgebiet. Die andere Metropole. Essen: Klartext Verlag 2020, S. 147–149.
2. ↑  Wolfgang Sykorra, Von den „Talmulden“ zum Regionalen Grünzug B, in: Essener Beiträge. Beiträge zur Geschichte von Stadt und Stift Essen 128 (2015), S. 261–296.
3. ↑  „Als Essen-Borbeck zur Wiege des Umweltschutzes wurde.“ Westdeutsche Allgemeine Zeitung online, Lokalausgabe Essen 25. Dezember 2020. Abgerufen am 12. Januar 2021.
4. ↑  Kontaktadressen der „Aktionsgemeinschaft A 31“ im Archivbestand des „Kultur-Historischen Vereins Essen-Borbeck“ und des Stadtarchivs Essen.